# Bitwa Wielbłądzia
Bitwa Wielbłądzia (arab. ‏موقعة الجمل‎) – starcie zbrojne, do którego doszło pod koniec 656 roku w pobliżu współczesnego miasta Basra. Wojska A’iszy starły się z siłami wiernymi pierwszemu imamowi szyitów i ostatniemu z czterech kalifów prawowiernych Alemu, który zwyciężył.

## Tło i bitwa
Wrogość A’iszy do Alego miała swoje źródła jeszcze w wydarzeniach z czasów życia Mahometa, kiedy A’isza została posądzona o cudzołóstwo, a Ali doradzał Prorokowi rozwód z nią. W trakcie rebelii przeciwko trzeciemu kalifowi sunnitów, Usmanowi, który został zabity za korupcję i nepotyzm przez własnych obywateli podczas szturmu na jego własny dom, A’isza miała nadzieję, że ostatecznie kalifem zostanie Talha, kuzyn Abu Bakra. Po powrocie z pielgrzymki do Medyny, A’isza dowiedziała się, że kalifem został jednak Ali, szybko zatem zawróciła do Mekki i zaczęła agitować przeciwko niemu. Wkrótce pod pretekstem odbycia pielgrzymki mniejszej dołączyli do niej Talha i Zubajr, ostatecznie rozczarowani do Alego, kiedy ten nie zgodził się zagwarantować im gubernatorstw, odpowiednio Basry i Kufy. Na miejscu zerwali z Alim, obarczając go odpowiedzialnością za śmierć Usmana i żądając od niego postawienia jego morderców przed sądem. Szybko przyłączyli się do nich niektórzy Kurajszyci, sprzeciwiający się koncepcji zastrzeżenia kalifatu dla Haszymitów, i Umajjadzi. Niezdolni do zdobycia większej liczby zwolenników w Al-Hidżazie, Talha i Zubajr zdecydowali się udać do Basry, gdzie spodziewali się przychylnego przyjęcia. Ali udał się za nimi w pościg, lecz nie udało mu się ich powstrzymać. Większa część mieszkańców Basry pozostała jednak wierna Alemu, co część z nich przypłaciła śmiercią z rąk zwolenników A’iszy. Ponadto Ali zdobył poparcie Kufy, co w sumie spowodowało, że dysponował o wiele liczniejszą armią niż rebelianci. Po nieudanej próbie polubownego załatwienia sporu, ostatecznie Ali pokonał buntowników podczas bitwy wielbłądziej nazwanej tak od wielbłąda A’iszy, z którego zagrzewała ona żołnierzy do walki. Talha i Zubajr zginęli w walce. Po bitwie Ali oszczędził życie A’iszy, jako że była wdową po Mahomecie, i odesłał ją do Medyny.